# I liga polska w piłce nożnej plażowej (2021)
I liga piłki nożnej plażowej 2021 – 9. edycja rozgrywek drugiego poziomu ligowego piłki nożnej plażowej mężczyzn w Polsce, po raz czwarty przeprowadzona bez podziału na grupy północną oraz południową. W rozgrywkach udział weźmie 6 drużyn, grając systemem kołowym.

## Gospodarze boisk
| Miasto    | Turniej    | Zdjęcie |
| --------- | ---------- | ------- |
| Lublin    | I turniej  |         |
| Poddębice | II turniej |         |

## Drużyny
| Uczestnicy poprzedniej edycji I ligi 2019 | Uczestnicy poprzedniej edycji I ligi 2019 | Uczestnicy poprzedniej edycji I ligi 2019 |
| ----------------------------------------- | ----------------------------------------- | ----------------------------------------- |
| HEI                                       | Heiro Rzeszów                             | 5                                         |
| TER                                       | BSC Termy Poddębice                       | 6                                         |
| SOŚ                                       | Sośnica Gliwice                           | 7                                         |
| ZGO                                       | Zgoda Chodecz Beach Soccer Team           | 8                                         |
| Nowe drużyny                              |                                           |                                           |
| BOR                                       | Boruta Zgierz                             |                                           |
| PLA                                       | Playa Marina Lublin                       |                                           |

## Rozgrywki
W sezonie 2021 drużyny rozegrają 5 kolejek ligowych po 3 mecze (razem 15 spotkań) na dwóch turniejach. Dwa czołowe miejsca w końcowej tabeli premiowane są awansem do Ekstraklasy.

### Terminarz

#### I turniej - Lublin
| 1. 10 lipca 2021 15:00 | Heiro Rzeszów | 12:2Raport | Playa Marina Lublin | Lublin |
|                        |               |            |                     |        |

| 2. 10 lipca 2021 16:00 | Sośnica Gliwice | 7:11Raport | Zgoda Chodecz Beach Soccer Team | Lublin |
|                        |                 |            |                                 |        |

| 3. 10 lipca 2021 17:00 | BSC Termy Poddębice | 7:6 pd.Raport | Boruta Zgierz | Lublin |
|                        |                     |               |               |        |

| 4. 11 lipca 2021 10:00 | Heiro Rzeszów | 5:9Raport | Zgoda Chodecz Beach Soccer Team | Lublin |
|                        |               |           |                                 |        |

| 5. 11 lipca 2021 11:00 | Playa Marina Lublin | 4:11Raport | Boruta Zgierz | Lublin |
|                        |                     |            |               |        |

| 6. 11 lipca 2021 12:00 | Sośnica Gliwice | 4:8Raport | BSC Termy Poddębice | Lublin |
|                        |                 |           |                     |        |

| 7. 11 lipca 2021 13:00 | Playa Marina Lublin | 12:6Raport | Sośnica Gliwice | Lublin |
|                        |                     |            |                 |        |

| 8. 11 lipca 2021 14:00 | Boruta Zgierz | 10:9 pd.Raport | Heiro Rzeszów | Lublin |
|                        |               |                |               |        |

| 9. 11 lipca 2021 15:00 | BSC Termy Poddębice | 4:5Raport | Zgoda Chodecz Beach Soccer Team | Lublin |
|                        |                     |           |                                 |        |

#### II turniej - Poddębice
| 10. 25 lipca 2021 11:00 | Boruta Zgierz | 4:6Raport | Zgoda Chodecz Beach Soccer Team | Poddębice |
|                         |               |           |                                 |           |

| 11. 25 lipca 2021 12:00 | BSC Termy Poddębice | 12:1Raport | Playa Marina Lublin | Poddębice |
|                         |                     |            |                     |           |

| 12. 25 lipca 2021 14:00 | Zgoda Chodecz Beach Soccer Team | 11:4Raport | Playa Marina Lublin | Poddębice |
|                         |                                 |            |                     |           |

| 13. 25 lipca 2021 15:00 | Heiro Rzeszów | 7:3Raport | Sośnica Gliwice | Poddębice |
|                         |               |           |                 |           |

| 14. 25 lipca 2021 16:00 | Sośnica Gliwice | 5:7Raport | Boruta Zgierz | Poddębice |
|                         |                 |           |               |           |

| 15. 25 lipca 2021 17:00 | Heiro Rzeszów | 4:6Raport | BSC Termy Poddębice | Poddębice |
|                         |               |           |                     |           |

### Tabela
| Miejsce | Drużyna                         | Mecze | Punkty | Zwyc. | Zw.pd. | Zw. pk. | Por. | Bramki | +/- |
| ------- | ------------------------------- | ----- | ------ | ----- | ------ | ------- | ---- | ------ | --- |
| 1.      | Zgoda Chodecz Beach Soccer Team | 5     | 15     | 5     | 0      | 0       | 0    | 42-24  | +18 |
| 2.      | BSC Termy Poddębice             | 5     | 11     | 3     | 1      | 0       | 1    | 38-20  | +18 |
| 3.      | Boruta Zgierz                   | 5     | 8      | 2     | 1      | 0       | 2    | 38-31  | +7  |
| 4.      | Heiro Rzeszów                   | 5     | 6      | 2     | 0      | 0       | 3    | 37-31  | +6  |
| 5.      | Playa Marina Lublin             | 5     | 3      | 1     | 0      | 0       | 4    | 23-52  | -29 |
| 6.      | Sośnica Gliwice                 | 5     | 0      | 0     | 0      | 0       | 6    | 25-51  | -26 |

Legenda do tabeli:
- Zwyc. – zwycięstwa
- Zw. pd. – zwycięstwa po dogrywce (za dwa punkty)
- Zw. pk. – zwycięstwa po rzutach karnych (za jeden punkt)
- Por. – porażki
- +/− – różnica bramek

### Miejsca po danych kolejkach
| Drużyna \ Kolejka   | 1                 | 2 | 3 | 4 | 5 |   |
| ------------------- | ----------------- | - | - | - | - | - |
| Drużyna \ Kolejka   | Zgoda Chodecz BST | 2 | 1 | 1 | 1 | 1 |
| Termy Poddębice     | 3                 | 2 | 2 | 2 | 2 |   |
| Boruta Zgierz       | 4                 | 3 | 3 | 1 | 3 |   |
| Heiro Rzeszów       | 1                 | 4 | 4 | 4 | 4 |   |
| Playa Marina Lublin | 6                 | 6 | 5 | 5 | 5 |   |
| Sośnica Gliwice     | 5                 | 5 | 6 | 6 | 6 |   |